# Adam Johnson (futbolista)
Adam Johnson (Sunderland, 14 de juliol de 1987) és un exfutbolista anglès que jugava com a volant. El seu darrer equip fou el Sunderland AFC, que el va fer fora arran de l'escàndol sobre abusos sexuals a una noia de 15 anys, que va acabar amb una condemna a sis anys de presó per Johnson.